# Herman (voornaam)
Herman is een Germaanse jongensnaam met als betekenis "legerman", "legerheld" of "krijger" (her = "heer", "leger"; man = "man", "held").

## Varianten
De volgende namen (o.a.) zijn varianten of afgeleiden van Herman:
- Armandus, Arminius, Harm, Harmanus, Harminus, Hereman, Hermandus, Hermanus, Hermenus

De naam komt ook in andere talen voor:
- Duits: Armin, Hermann
- Engels: Herman
- Fins: Hermanni
- Frans: Armand, Armant
- Italiaans: Armando, Ermanno
- Portugees, Spaans: Armando

Vrouwelijke vormen zijn onder meer Armina, Armandine, Ermina, Harma, Harmance, Harmanda, Harmanna, Harmien(tje), Harmina, Herma, Hermana, Hermance, Hermanda, Hermandina, Hermanna, Hermelijntje, Hermi, Hermien, Hermina, Hermine(tte), Hermijna, Hermijntje, Herremientje, Herremijntje, Mien, Miena, Mientje, Mina, Mijna.

## Bekende naamdragers
- Herman Balthazar
- Herman Bavinck
- Herman Berghuis (Idols)
- Herman Berkien
- Herman Bisschop
- Herman den Blijker
- Herman Pieter de Boer
- Herman Boerhaave
- Herman Bouman
- Herman Broekhuizen
- Herman Brood
- Herman Brusselmans
- Herman De Croo
- Herman Willem Daendels
- Herman Deleeck

- Herman van Doorn
- Herman Emmink
- Herman Felderhof
- Herman Finkers
- Herman Gorter
- Herman Hallberg
- Herman Heinsbroek
- Herman Hoogland
- Herman Koch
- Herman Krebbers
- Herman Kuiphof
- Herman Loonstein
- Herman de Man
- Herman Meima
- Herman Ridderbos
- Herman Van Rompuy

- Herman Ronse
- Herman Snoeijink
- Herman II van Baden
- Herman III van Baden
- Herman IV van Baden
- Herman Teeuwen (doelman)
- Herman Teeuwen (voetballer)
- Herman Tjeenk Willink
- Herman I van Twickelo
- Herman Vanspringel
- Herman van Veen
- Herman van Vliet
- Herman Wagemans
- Herman Wegter
- Herman Wisselink
- Herman van Zwieten

## Fictieve naamdragers
- Herman Duffeling, personage uit Harry Potter

## Andere Hermannen
- Herman (stier)
- Herman in de zon op een terras
- Herman de vriendschapscake